# Rhamphosuchus
Genre
Espèce
Rhamphosuchus (« le crocodile à bec ») est un genre éteint  de tomistominés dont la seule espèce connue est Rhamphosuchus crassidens. Il vivait au Miocène dans ce qui est maintenant le sous-continent indien et on ne le connaît que par des ensembles fossiles incomplets, surtout des dents et des crânes.

## Taille

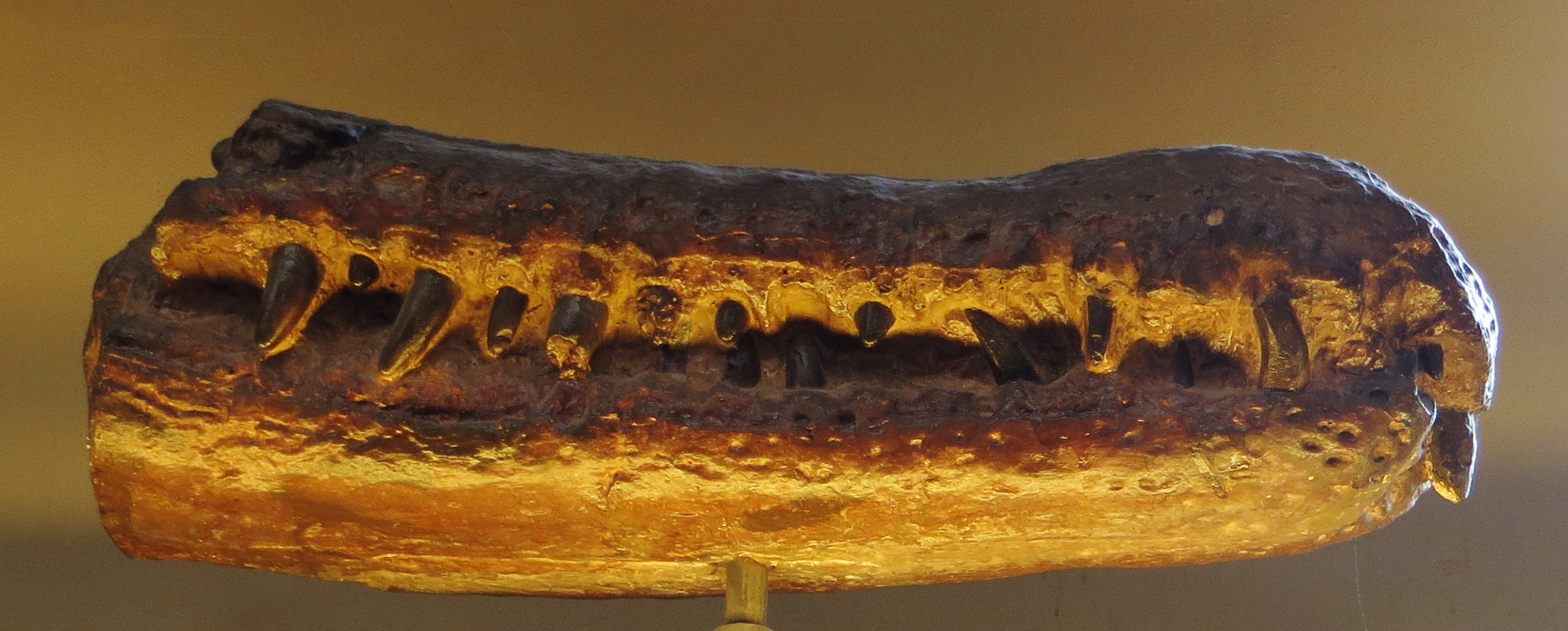
Fossile du bout de la mâchoire.

Traditionnellement, beaucoup de paléontologues voyaient en lui l'un des plus grands, sinon le plus grand crocodilien ayant jamais vécu, avec une longueur estimée en 1974 entre 15 et 18 mètres. Cependant, une étude de 2001 suggère que l'animal pourrait n'avoir mesuré que 12 mètres de longueur et ne serait donc pas le plus grand crocodilien connu. On connait par un ensemble de fossiles, incomplet également, un autre crocodilien, Purussaurus, qui vivait aussi pendant le Miocène, au Pérou et au Brésil, dont la taille d'environ 12 mètres est comparable à celle de Rhamphosuchus.

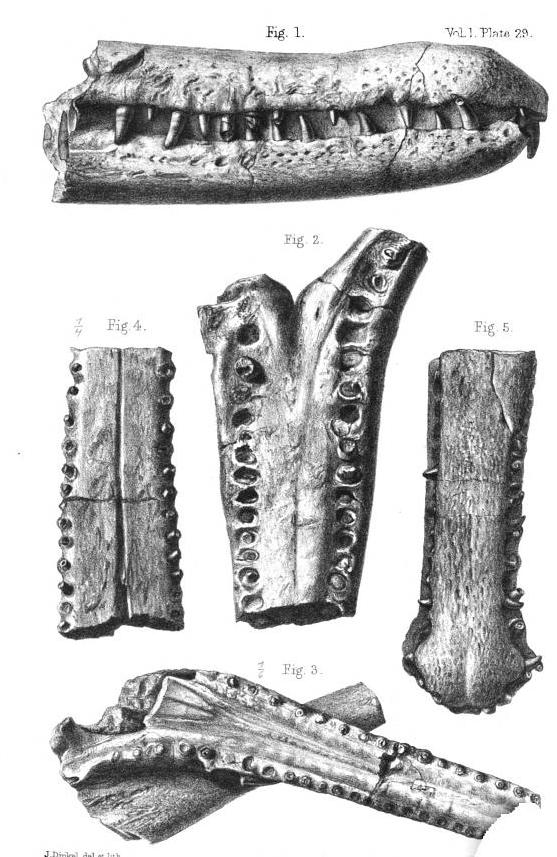
Illustration des fossiles retrouvés (1868).

Plusieurs autres crocodiliens éteints dépasseraient Rhamphosuchus en longueur, comme Deinosuchus un Alligatoroidea du Crétacé supérieur, Sarcosuchus un pholidosauridé du Crétacé inférieur, Gryposuchus un gavialidé du Miocène et l'étrange planctonivore Mourasuchus (un contemporain de Purussaurus), avec respectivement 12 mètres, 11 à 12 mètres, 10 à 11 mètres et 12 mètres.
Rhamphosuchus crassidens, la seule espèce connue, avait probablement un régime alimentaire de prédateur plus généralisé que les piscivores appartenant aux autres genres de Tomistominae.

## Phylogénie
Ce crocodile géants appartient à la famille des gavialidae ainsi que la sous-famille des tomistominés, aujourd'hui représenté que par le faux-gavial de Malaisie, qui est d'ailleurs son plus proche parent actuel.